# Flurholz
Flurholz ist ein Weiler mit 17 Einwohnern, bestehend aus vier Einzelsiedlungen, und gehört als Ortsteil zur oberfränkischen Stadt Burgkunstadt.

## Geographische Lage
Die vier Einzelsiedlungen von Flurholz befinden sich auf 368 bis 395 m ü. NHN, über Schichtgesteinen des Schwarzjuras δ, zentral im Gärtenroth-Veitlahmer Hügelland. Die nächsten Ortschaften sind Schimmendorf, Danndorf, Schwarzholz, Eben und Lopphof. Der Ortskern von Burgkunstadt befindet sich rund 7,3 km westlich.

## Geschichte
Die erste Nennung erfolgte 1502–1520 als ein Gütlein zum „Fluhrholtz“, Senioratslehen der von Redwitz.
Am 1. Januar 1977 wurde Flurholz im Zuge der Gemeindegebietsreform in Bayern als Teil der Gemeinde Gärtenroth zusammen mit deren weiteren Ortsteilen Wildenroth, Lopphof und Eben in die Stadt Burgkunstadt eingegliedert.

### Einwohnerentwicklung
Die Tabelle gibt die Einwohnerentwicklung von Flurholz anhand einzelner Daten, maßgeblich aus dem 21. Jahrhundert wieder.
| Jahr | Einwohner | Quelle |
| ---- | --------- | ------ |
| 1827 | 50        | [ 5 ]  |
| 1861 | 47        | [ 6 ]  |
| 2001 | 20        | [ 7 ]  |
| 2002 | 21        | [ 7 ]  |
| 2003 | 21        | [ 7 ]  |
| 2004 | 21        | [ 7 ]  |
| 2005 | 21        | [ 7 ]  |
| 2006 | 21        | [ 7 ]  |
| 2007 | 20        | [ 8 ]  |
| 2008 | 19        | [ 8 ]  |
| 2009 | 20        | [ 8 ]  |
| 2010 | 21        | [ 8 ]  |
| 2011 | 20        | [ 9 ]  |
| 2012 | 21        | [ 9 ]  |
| 2013 | 21        | [ 9 ]  |
| 2017 | 18        | [ 10 ] |
| 2018 | 18        | [ 10 ] |
| 2019 | 17        | [ 10 ] |
| 2020 | 17        | [ 10 ] |